# カラカシュ県
カラカシュ県（カラカシュけん、ウイグル語：قاراقاش）あるいは墨玉県（ぼくぎょくけん）は、中華人民共和国新疆ウイグル自治区ホータン地区に位置する県。

## 地名の由来
中華民国8年（1919年）にカラカシュ県（墨玉県）が発足。「墨玉」という名は黒い玉石に由来する。

## 行政区画
5鎮、11郷を管轄：
- 鎮：カラカシ鎮（喀拉喀什鎮）、ザワ鎮（扎瓦鎮）、クヤ鎮（奎牙鎮）、カラサイ鎮（喀爾賽鎮）、プルチャクチ鎮（普恰克其鎮）
- 郷：アクサライ郷（阿克薩拉依郷）、ウルチ郷（烏爾其郷）、トフラ郷（托胡拉郷）、サイバグ郷（薩依巴格郷）、ジャハンバグ郷（加汗巴格郷）、マンライ郷（芒来郷）、コイチ郷（闊依其郷）、ヤワ郷（雅瓦郷）、テュウェト郷（吐外特郷）、イェンギイェル郷（英也爾郷）、カワク郷（喀瓦克郷）

## 交通

### 鉄道
- 中国国家鉄路集団
  - 喀和線

### 道路
- 高速道路
  -  吐和高速道路
- 国道
  - G315国道